# Nancy Johnson
Nancy Johnson (Downers Grove, Illinois, Estados Unidos; 14 de enero de 1974) es una tiradora olímpica estadounidense. Compitió y ganó una medalla de oro en los Juegos Olímpicos de Verano de 2000 (en la especialidad de rifle de aire para mujeres).
Se graduó en la Benet Academy en Lisle. Además es graduada cum laude en enfermería por la Universidad de Florida, tras lo cual trabajó en la Unidad de Cuidados Progresivos Cardíacos en el Tallahassee Memorial HealthCare.
Obtuvo una medalla de plata en la modalidad de disparo con pistola en los Juegos Panamericanos en Winnipeg, Canadá, en 1999. También fue medalla de oro en tiro con rifle de aire comprimido en los campeonatos nacionales de EE. UU. de ese mismo año.